# Xanthia gilvagella
Xanthia gilvagella là một loài bướm đêm trong họ Noctuidae.